# 로즈다 펠라트
로즈다 펠라트(Rojda Felat, 1980년 ~ )는 여성수호부대와 시리아 민주군의 총사령관으로 복무하는 시리아 쿠르드인 여성이다. 그녀는 2013년부터 이슬람 국가와의 전쟁에 참여하고 있다. 혁명적 여성주의자로써 그녀는 여성수호부대를 통해 중동의 사회적 변화를 목표로 삼고 있다. 그녀는 "테러주의와 폭압으로부터 시리아 전체를 해방하며 전통 사회와의 유대와 통제로부터 쿠르드 및 시리아 여성들을 자유롭게 하는 것"이 자신의 목표라고 말했다.